# Semiconductors polímers

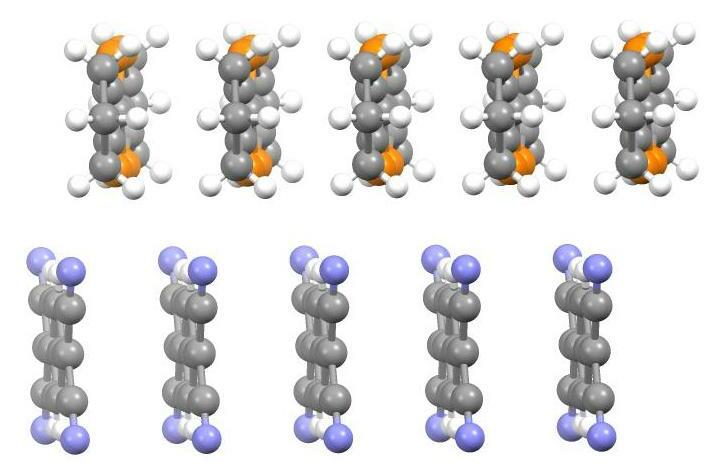
Vista frontal de la part de l'estructura cristal·lina de la sal de transferència de càrrega d'hexametilè TTF/TCNQ, destacant l'apilament segregat

Alq₃, s'utilitza habitualment en OLEDs de molècules petites.

Els semiconductors polímers són sòlids els blocs de construcció dels quals són molècules o polímers enllaçats per pi constituïts per àtoms de carboni i hidrogen i, de vegades, heteroàtoms com el nitrogen, el sofre i l'oxigen. Existeixen en forma de cristalls moleculars o pel·lícules primes amorfes. En general, són aïllants elèctrics, però esdevenen semiconductors quan les càrregues s'injecten des dels elèctrodes adequats, per dopatge o per fotoexcitació.

## Propietats

Ir(mppy)₃, Dopant fosforescent que emet llum verda.

En els cristalls moleculars, la separació energètica entre la part superior de la banda de valència i la banda de conducció inferior, és a dir, la bretxa de banda, és típicament de 2,5–4. eV, mentre que en els semiconductors inorgànics les bandes buides solen ser d'1 a 2 eV. Això implica que són, de fet, aïllants més que semiconductors en el sentit convencional. Es tornen semiconductors només quan els portadors de càrrega s'injecten des dels elèctrodes o es generen per dopatge intencionat o no. També es poden generar portadors de càrrega en el curs de l'excitació òptica. Tanmateix, és important adonar-se que les excitacions òptiques primàries són excitons neutres amb una energia d'unió a Coulomb de 0,5 a 1,0 eV. La raó és que en els semiconductors orgànics les seves constants dielèctriques són tan baixes com 3-4. Això impedeix la fotogeneració eficient de portadors de càrrega en sistemes nets a granel. La fotogeneració eficient només es pot produir en sistemes binaris a causa de la transferència de càrrega entre els fragments donants i acceptors. En cas contrari, els excitons neutres decauen radiativament fins a l'estat fonamental, emetent així fotoluminescència, o no radiativament. La vora d'absorció òptica dels semiconductors orgànics sol ser 1,7-3 eV, equivalent a un rang espectral de 700 a 400 nm (que correspon a l'espectre visible).

## Història
El 1862, Henry Letheby va obtenir un material parcialment conductor per oxidació anòdica d'anilina en àcid sulfúric. El material probablement era polianilina. A la dècada de 1950, els investigadors van descobrir que els compostos aromàtics policíclics formaven sals complexes de transferència de càrrega semiconductores amb halògens. En particular, alta conductivitat de 0,12 S/cm es va informar en el complex perilè-iode el 1954. Aquesta troballa va indicar que els compostos orgànics podrien transportar corrent.

## Aplicacions
Els semiconductors orgànics d'esquelet rígid s'utilitzen ara com a elements actius en dispositius optoelectrònics com ara díodes emissors de llum orgànics (OLED), cèl·lules solars orgàniques, transistors orgànics d'efecte de camp (OFET), transistors electroquímics i recentment en aplicacions de biodetecció. Els semiconductors orgànics tenen molts avantatges, com ara la fàcil fabricació, la flexibilitat mecànica i el baix cost.

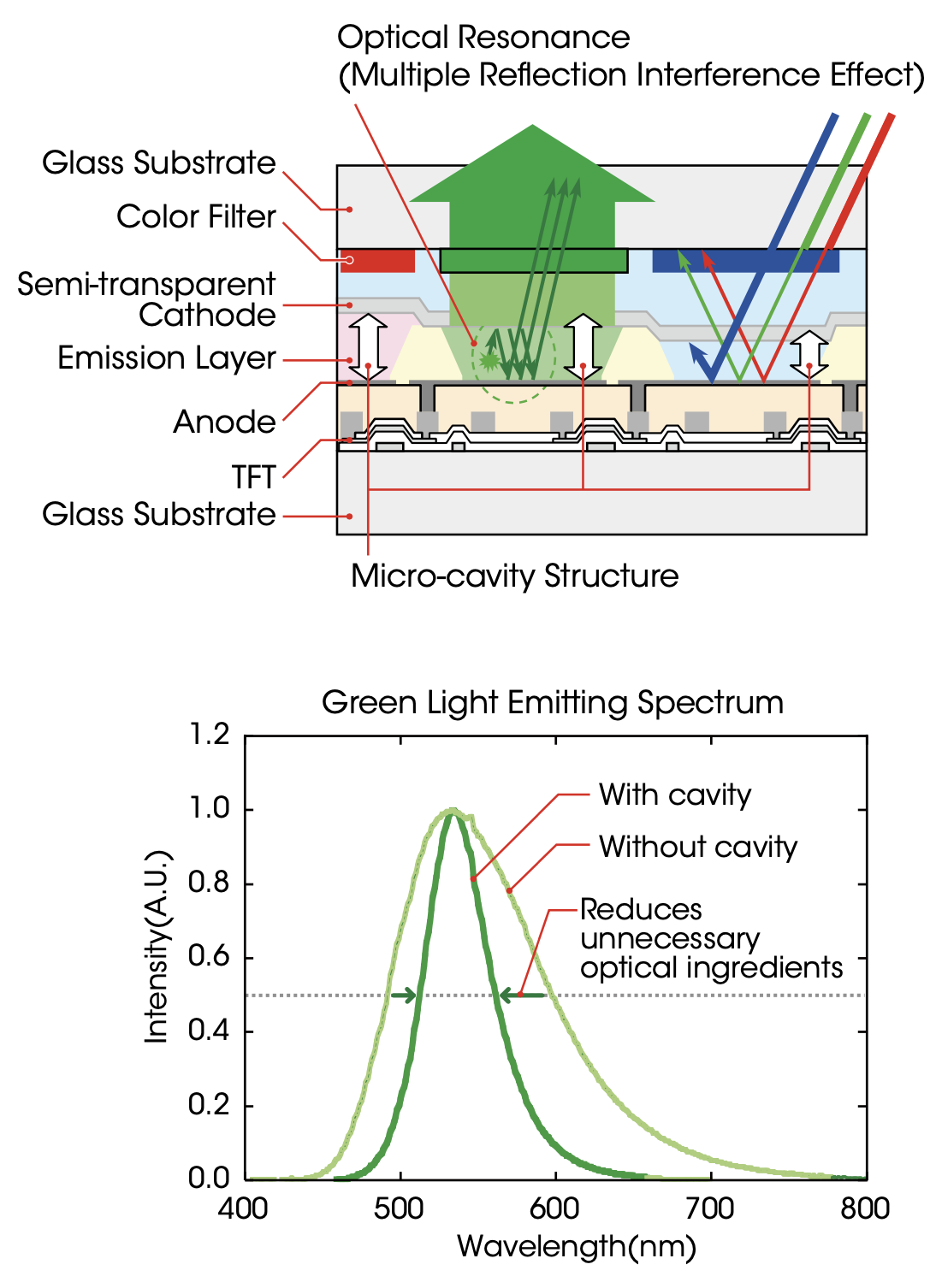
La tecnologia OLED de Super Top de Sony millora la puresa del color de les llums emeses.

El dopatge amb donants o acceptors d'electrons forts pot fer que els sòlids orgànics siguin conductors fins i tot en absència de llum. En són exemples el poliacetilè dopat i els díodes emissors de llum dopats.
Avui dia, els semiconductors orgànics s'utilitzen com a elements actius en díodes emissors de llum orgànics (OLED), cèl·lules solars orgàniques (OSC) i transistors d'efecte de camp orgànics (OFET).